# غدب مسنن
غدب مسنن (باللاتينية: Scrophularia dentata ) هو نوع نباتي يتبع جنس الغدب من الفصيلة الغدبية.